# Klasa okręgowa (grupa wadowicka)
Klasa okręgowa, grupa wadowicka – jedna z 8 grup klasy okręgowej na terenie województwa małopolskiego, która jest rozgrywkami siódmego poziomu ligowego piłki nożnej mężczyzn w Polsce, stanowiąca pośredni szczebel rozgrywkowy między V ligą a Klasą A. 
Zmagania w jej ramach toczą się cyklicznie systemem kołowym. Zwycięzcy grupy uzyskują awans do V ligi, gr. małopolskiej (zachód) zaś najsłabsze zespoły relegowane są do poszczególnych grup klasy A. Organizatorem rozgrywek jest Małopolski Związek Piłki Nożnej (Małopolski ZPN).

## Zwycięzcy i drużyny awansujące
| Sezon                                                                                   | Zwycięzca grupy                   | Pozostałe drużyny awansujące                                         | Źródło |
| --------------------------------------------------------------------------------------- | --------------------------------- | -------------------------------------------------------------------- | ------ |
| 2023/2024                                                                               | Victoria 1918 Jaworzno            | brak                                                                 | [ 1 ]  |
| 2022/2023                                                                               | Skawa Wadowice                    | brak                                                                 | [ 2 ]  |
| 2021/2022                                                                               | Kalwarianka Kalwaria Zebrzydowska | Niwa Nowa Wieś                                                       | [ 3 ]  |
| Od sezonu 2021/2022 drużyny awansują do V ligi, gr. małopolskiej (zachód)               |                                   |                                                                      |        |
| 2020/2021                                                                               | Tempo Białka                      | brak                                                                 | [ 4 ]  |
| 2019/2020                                                                               | KS Chełmek                        | brak                                                                 | [ 5 ]  |
| 2018/2019                                                                               | LKS Rajsko                        | brak                                                                 | [ 6 ]  |
| 2017/2018                                                                               | LKS Jawiszowice                   | brak                                                                 | [ 7 ]  |
| 2016/2017                                                                               | Orzeł Ryczów                      | brak                                                                 | [ 8 ]  |
| 2015/2016                                                                               | Unia Oświęcim                     | brak                                                                 | [ 9 ]  |
| 2014/2015                                                                               | Sosnowianka Stanisław Dolny       | brak                                                                 | [ 10 ] |
| 2013/2014                                                                               | Jałowiec Stryszawa                | brak                                                                 | [ 11 ] |
| 2012/2013                                                                               | Kalwarianka Kalwaria Zebrzydowska | brak                                                                 | [ 12 ] |
| 2011/2012                                                                               | Soła Oświęcim                     | brak                                                                 | [ 13 ] |
| 2010/2011                                                                               | Iskra Klecza Dolna                | brak                                                                 | [ 14 ] |
| W sezonach 2010/2011-2020/2021 drużyny awansowały do IV ligi, gr. małopolskiej (zachód) |                                   |                                                                      |        |
| 2009/2010                                                                               | KS Chełmek                        | Halniak Maków Podhalański                                            | [ 15 ] |
| 2008/2009                                                                               | Przeciszovia Przeciszów           | Sokół Przytkowice                                                    | [ 16 ] |
| 2007/2008                                                                               | Spójnia Osiek-Zimnodół            | Niwa Nowa Wieś                                                       | [ 17 ] |
| 2006/2007                                                                               | IKS Olkusz                        | Orzeł Balin                                                          | [ 18 ] |
| 2005/2006                                                                               | Beskidy Andrychów                 | Górnik Brzeszcze, Skawa Wadowice, Błyskawica Marcówka, Janina Libiąż | [ 19 ] |
| W sezonach 2005/2006-2009/2010 drużyny awansowały do V ligi, gr. małopolskiej (zachód)  |                                   |                                                                      |        |
| 2004/2005                                                                               | Przebój Wolbrom                   | brak                                                                 | [ 20 ] |
| 2003/2004                                                                               | Fablok Chrzanów                   | brak                                                                 | [ 21 ] |
| 2002/2003                                                                               | Skawa Wadowice                    | Bolesław Bukowno                                                     | [ 22 ] |
| 2001/2002                                                                               | Przebój Wolbrom                   | brak                                                                 | [ 23 ] |
| 2000/2001                                                                               | Babia Góra Sucha Beskidzka        | Beskid Andrychów                                                     | [ 24 ] |
| W sezonach 2000/2001-2004/2005 drużyny awansowały do IV ligi, gr. małopolskiej (zachód) |                                   |                                                                      |        |